# Campionat del món d'escacs femení de 1969

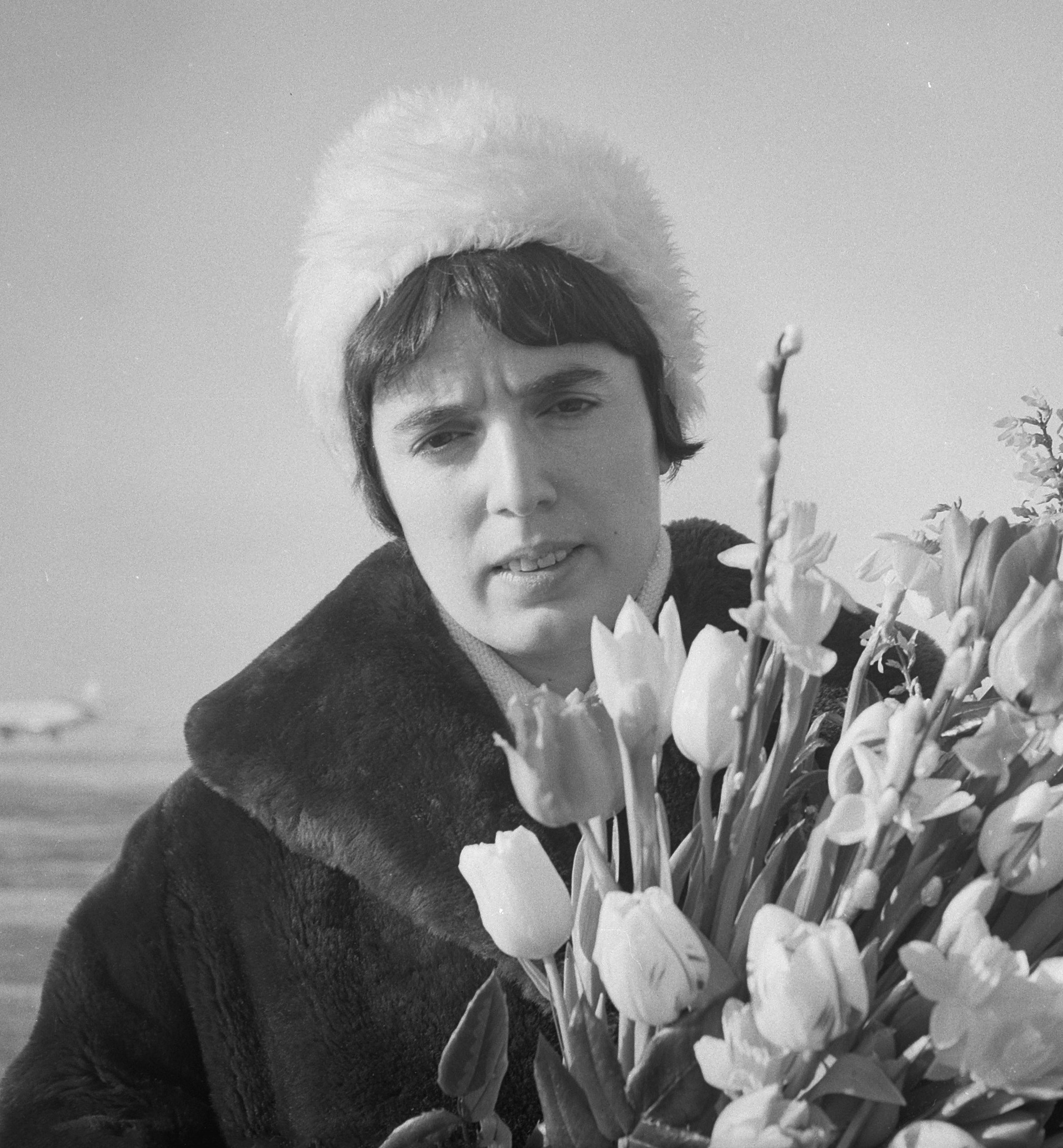
Retrat de Nona Gaprindaixvili.

El campionat del món d'escacs femení de 1969 fou guanyat per Nona Gaprindaixvili, qui va defensar amb èxit el seu títol contra l'aspirant Alla Kushnir. Aquest fou el segon matx consecutiu pel títol entre aquestes dues dones, les millors escaquistes del seu temps.

## Torneig de Candidates 1967
El Torneig de Candidates se celebrà a Subotica entre setembre i octubre de 1967. A diferència del torneig de tres anys abans, aquest cop, Kushnir el va guanyar en solitari, i obtingué així el dret de reptar la campiona regnant, Gaprindaixvili.
|    | Jugadora                                   | 1 | 2 | 3 | 4 | 5 | 6 | 7 | 8 | 9 | 10 | 11 | 12 | 13 | 14 | 15 | 16 | 17 | 18 | Punts | Desempat |
| -- | ------------------------------------------ | - | - | - | - | - | - | - | - | - | -- | -- | -- | -- | -- | -- | -- | -- | -- | ----- | -------- |
| 1  | Alla Kushnir (Unió Soviètica)              | - | 0 | ½ | 1 | 1 | 1 | 1 | 1 | 1 | 1  | ½  | 1  | 0  | ½  | 1  | 1  | 1  | 1  | 13½   |          |
| 2  | Valentina Kozlovskaya (Unió Soviètica)     | 1 | - | ½ | ½ | 1 | 1 | 1 | 0 | 1 | ½  | 1  | 0  | 1  | 0  | 1  | 1  | 1  | 1  | 12½   | 101.75   |
| 3  | Tatiana Zatulovskaya (Unió Soviètica)      | ½ | ½ | - | 1 | 0 | 0 | ½ | ½ | 1 | ½  | 1  | 1  | 1  | 1  | 1  | 1  | 1  | 1  | 12½   | 92.00    |
| 4  | Tereza Štadler (Iugoslàvia)                | 0 | ½ | 0 | - | 1 | ½ | 1 | 1 | 1 | 1  | 0  | 1  | 1  | ½  | ½  | 1  | 1  | 1  | 12    |          |
| 5  | Alexsandra Kislova (Unió Soviètica)        | 0 | 0 | 1 | 0 | - | ½ | 0 | 1 | 1 | ½  | 1  | 1  | ½  | 1  | ½  | 1  | 1  | 1  | 11    |          |
| 6  | Verica Nedeljković (Iugoslàvia)            | 0 | 0 | 1 | ½ | ½ | - | ½ | 0 | 1 | ½  | 1  | 1  | ½  | ½  | 1  | 1  | ½  | 1  | 10½   |          |
| 7  | Alexandra Nicolau (Romania)                | 0 | 0 | ½ | 0 | 1 | ½ | - | 1 | ½ | 1  | ½  | ½  | 1  | ½  | 1  | 1  | 0  | 1  | 10    | 74.75    |
| 8  | Nana Aleksàndria (Unió Soviètica)          | 0 | 1 | ½ | 0 | 0 | 1 | 0 | - | ½ | 1  | 1  | 0  | 1  | ½  | 1  | 1  | 1  | ½  | 10    | 74.00    |
| 9  | Milunka Lazarević (Iugoslàvia)             | 0 | 0 | 0 | 0 | 0 | 0 | ½ | ½ | - | 1  | 1  | 1  | 1  | 1  | 1  | 1  | 1  | 1  | 10    | 61.00    |
| 10 | Waltraud Nowarra (RDA)                     | 0 | ½ | ½ | 0 | ½ | ½ | 0 | 0 | 0 | -  | ½  | 1  | ½  | ½  | ½  | 1  | 1  | 1  | 8     |          |
| 11 | Margareta Perevoznic (Romania)             | ½ | 0 | 0 | 1 | 0 | 0 | ½ | 0 | 0 | ½  | -  | ½  | 0  | 1  | 1  | 0  | 1  | 1  | 7     | 49.25    |
| 12 | Henrijeta Konarkowska-Sokolov (Iugoslàvia) | 0 | 1 | 0 | 0 | 0 | 0 | ½ | 1 | 0 | 0  | ½  | -  | 0  | ½  | 1  | ½  | 1  | 1  | 7     | 48.50    |
| 13 | Fenny Heemskerk (Països Baixos)            | 1 | 0 | 0 | 0 | ½ | ½ | 0 | 0 | 0 | ½  | 1  | 1  | -  | ½  | 0  | 0  | 1  | ½  | 6½    |          |
| 14 | Gisela Kahn Gresser (Estats Units)         | ½ | 1 | 0 | ½ | 0 | ½ | ½ | ½ | 0 | ½  | 0  | ½  | ½  | -  | 0  | ½  | 0  | 0  | 5½    | 53.50    |
| 15 | Venka Asenova (Bulgària)                   | 0 | 0 | 0 | ½ | ½ | 0 | 0 | 0 | 0 | ½  | 0  | 0  | 1  | 1  | -  | 1  | ½  | ½  | 5½    | 35.50    |
| 16 | Marion McGrath (Austràlia)                 | 0 | 0 | 0 | 0 | 0 | 0 | 0 | 0 | 0 | 0  | 1  | ½  | 1  | ½  | 0  | -  | ½  | 1  | 4½    |          |
| 17 | C. Friedman (Polònia)                      | 0 | 0 | 0 | 0 | 0 | ½ | 1 | 0 | 0 | 0  | 0  | 0  | 0  | 1  | ½  | ½  | -  | ½  | 4     |          |
| 18 | Eva Aronson (Estats Units)                 | 0 | 0 | 0 | 0 | 0 | 0 | 0 | ½ | 0 | 0  | 0  | 0  | ½  | 1  | ½  | 0  | ½  | -  | 3     |          |

## Matx pel Campionat, 1969
El matx pel campionat es va disputar a Tbilisi i Moscou el 1969. Un cop més, no hi va haver cap dubte sobre quina era la millor de les dues jugadores.
|                                      | 1 | 2 | 3 | 4 | 5 | 6 | 7 | 8 | 9 | 10 | 11 | 12 | 13 | Total |
| ------------------------------------ | - | - | - | - | - | - | - | - | - | -- | -- | -- | -- | ----- |
| Alla Kushnir (Unió Soviètica)        | 1 | ½ | 0 | 1 | 0 | 0 | ½ | 0 | ½ | 0  | ½  | 0  | ½  | 4½    |
| Nona Gaprindaixvili (Unió Soviètica) | 0 | ½ | 1 | 0 | 1 | 1 | ½ | 1 | ½ | 1  | ½  | 1  | ½  | 8½    |